# Бернская конвенция об охране дикой фауны и флоры и природных сред обитания
Конвенция об охране дикой фауны и флоры и природных сред обитания в Европе (англ. Convention on the Conservation of European Wildlife and Natural Habitats), или Бернская конвенция (The Bern Convention) — международное соглашение об охране дикой фауны и флоры и природных сред обитания в Европе. Конвенция содержит положения об охране как мест обитания, так и самих видов флоры и фауны, подлежащих охране, и о методах охоты и орудиях лова, которые должны быть запрещены.

## История принятия
Бернская конвенция была подготовлена Советом Европы. Решение об учреждении Концепции было принято резолюцией Совета министров Совета Европы в 1976 году. Конвенция была открыта для подписания на 3-й Европейской конференции министров окружающей среды в Берне 19 сентября 1979 года. Вступила в силу с 1 января 1982 года. Штаб-квартира находится в Страсбурге (Франция).
Сейчас конвенция подписана 40 государствами, которые входят в Совет Европы, а также Европейским союзом, Буркина-Фасо, Марокко, Тунисом и Сенегалом.
Алжир, Сан-Марино, Кабо-Верде, Ватикан и Россия являются странами, которые не подписали конвенцию и имеют статус наблюдателя на заседаниях её исполнительного комитета.
В 1998 году под эгидой Бернской конвенции была создана так называемая «Изумрудная сеть» территорий особого природоохранного значения (Area of Specіal Conservatіon Іnterest, ASCI) на территориях стран — членов конвенции, но не членов ЕС, которые не могут руководствоваться программой «Natura 2000» Европейского союза.
Эта программа также осуществляет мониторинг и контроль состояния видов, которые находятся под угрозой исчезновения, и предоставляет помощь в законодательной и научной сферах.

## Цели и задачи
- обеспечение охраны дикой фауны и флоры и природных местообитаний;
- содействование международному сотрудничеству;
- уделение особого внимания редким и наиболее уязвимым видам, включая мигрирующие виды;
- поощрение сотрудничества между государствами в области охраны природы;
- мониторинг и контроль состояния видов, которые находятся под угрозой исчезновения;
- помощь в издании законодательных актов и проведении научных исследований по охране природы.

## Объекты охраны
Строго охраняемые виды растений, строго охраняемые виды животных и охраняемые виды животных (в соответствии с приложениями к Конвенции).

## Приложения
Виды, которые подлежат защите в рамках Бернской конвенции, распределённые на четыре приложения:
- Виды флоры, которые подлежат строгой охране (Приложение І)
- Виды фауны, которые подлежат строгой охране (Приложение ІІ)
- Виды фауны, которые подлежат охране (Приложение ІІІ)
- Запрещённые методы забоя, отлова и других форм эксплуатации животных и растений (Приложение ІV)

Все приложения регулярно пересматриваются и исправляются Постоянным Комитетом, который руководствуется отчётами многочисленных экспертных групп.
В Приложения конвенции включены все виды европейских рептилий и амфибий, а также большинство видов птиц.